# Xanthorhoe georgi
Xanthorhoe georgi là một loài bướm đêm trong họ Geometridae.